# Scaphoideus camurus
Scaphoideus camurus är en insektsart som beskrevs av Delong och Mohr 1936. Scaphoideus camurus ingår i släktet Scaphoideus och familjen dvärgstritar. Inga underarter finns listade i Catalogue of Life.